# 龙台寺
龙台寺，位于中国广东省河源市龙川县附城镇，为龙川县的一个县级文物保护单位，类型为古遗址，公布时间为1962年5月。
龙台寺的历史年代为宋代。